# Urachiche (gemeente)
Urachiche is een gemeente in de Venezolaanse staat Yaracuy. De gemeente telt 23.400 inwoners. De hoofdplaats is Urachiche.